# Julie Sten-Knudsen
Julie Sten-Knudsen er en dansk digter og oversætter født i 1984. Hun er datter af maleren Nina Sten-Knudsen.
Hun modtog præmiering fra Statens Kunstråd for sin debut Hjem er en retning i 2011 og for Spor efter fugle i 2017. I 2021 modtog hun Statens Kunstfonds 3-årige arbejdslegat. Julie Sten-Knudsen er uddannet fra forfatterskolen Litterär gestaltning på Göteborgs Universitet og cand.mag. i litteraturvidenskab på Københavns Universitet. Hendes digte er oversat til svensk, engelsk, tysk, polsk og bosnisk.

## Oversættelser
- Kairos af Andrzej Tichý, Arena, 2016
- Kapitel et af Jenny Tunedal, Arena, 2015
- Min krig, suiter af Jenny Tunedal, Basilisk, 2012
- Klangenes bog af Göran Sonnevi, Arena, 2012